# Aladár Kovácsi
Aladár Kovácsi (Budapest, 11 dicembre 1932 – Budapest, 8 aprile 2010) è stato un pentatleta ungherese.

## Palmarès
In carriera ha conseguito i seguenti risultati:
- Giochi olimpici:

Helsinki 1952: oro nel pentathlon moderno a squadre.
- Mondiali:

Zurigo 1955: oro nel pentathlon moderno a squadre e bronzo individuale.
Aldershot 1958: argento nel pentathlon moderno a squadre.